# Řád Fridrichův
Řád Fridrichův (německy Friedrichs-Orden) byl württemberský řád. Založil ho 1. ledna 1830 král Vilém I. Württemberský na památku svého otce Fridricha I. S udělením řádu bylo spojeno osobní, nedědičné šlechtictví. Řád zanikl pádem monarchie po roce 1918.

## Vzhled řádu

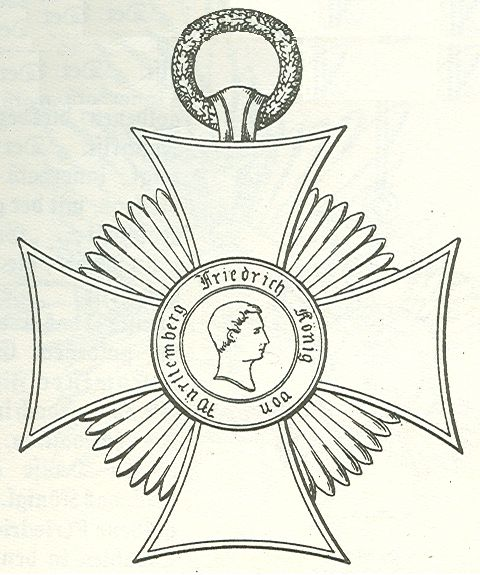
Velkokříž řádu

Odznakem je zlatý, bíle smaltovaný tlapatý kříž se zlatými paprsky mezi rameny, který je převýšen zlatým dubovým věncem. Ve zlatém středovém medailonu je vyobrazena hlava krále Fridricha I, kolem nějž se vine heslo Friedrich König von Württemberg (Fridrich král Württemberku) na modré stužce. Vzadu je ve středu nápis Dem Verdienste (Zásluze), kolem se vine Gott und mein Recht (Bůh a mé právo).
Komturská třída má ve středu korunovanou iniciálu F a chybí ji dubový věnec. Rytířská třída má pruh kolem středového medailonu zlatý a nesmaltovaný, nápisy chybí.
Hvězda velkokříže je zlatá a osmicípá s řádovým stříbrným křížem uprostřed. Hvězda komtura sestává ze stříbrného řádového kříže se zlatými paprsky mezi rameny.
Stuha světlemodrá.

## Dělení
Řád měl původně jen jeden stupeň. Dekretem z 9. ledna 1856 byly založeny třídy komtura (I. a II. třídy) a rytíře. S obnovením statut dne 29. září 1870 došlo k rozdělení rytířského stupně na dvě třídy (rytíř I. a II. třídy). Od 4. září 1886 byly tyto přejmenovány na čestného rytíře a rytíře. Od roku 1870 je také udělován s meči. K řádu jsou připojeny statuty z 11. srpna 1892 zlatá a stříbrná medaile Za zásluhy.
- Velkokříž – velkostuha, hvězda
- Komtur I. třídy – u krku, hvězda
- Komtur II. třídy – u krku
- Rytíř I. třídy (čestný rytíř) – na prsou
- Rytíř II. třídy (rytíř) – na prsou, kříž je stříbrný